# Steinbach (Gersprenz)
Der Steinbach ist ein 2,6 km langer, östlicher und orographisch rechter Zufluss der Gersprenz im hessischen Odenwaldkreis.

## Verlauf
Der Steinbach entspringt im Odenwald nahe dem Reichelsheimer Ortsteil Bockenrod. Seine Quelle liegt im Forst Reichenberger Hang beim Forstort Schlagbaum auf der südwestlichen Hangpartie des Morsberg (516,7 m ü. NHN) auf etwa 415 m Höhe.
Der Steinbach fließt etwa in Richtung Westen ab und erreicht nach etwa 2 km Fließstrecke den Ortsrand von Bockenrod. Er ist streckenweise verrohrt und tritt westlich der Bundesstraße 38 (innerorts: Siegfriedstraße) wieder zutage.
Kurz darauf mündet der Steinbach an der Neuhausstraße, welche als Zufahrt zur Bockenröder Mühle dient, unmittelbar unterhalb des Hochwasserrückhaltebecken Reichelsheim-Bockenrod auf etwa 199 m Höhe in die Gersprenz.